# Dicaelotus crassifemur
Dicaelotus crassifemur är en stekelart som beskrevs av Thomson 1891. Dicaelotus crassifemur ingår i släktet Dicaelotus och familjen brokparasitsteklar. Arten är reproducerande i Sverige. Inga underarter finns listade i Catalogue of Life.